# Карраскоса, Хорхе
Хорхе Лобо Карраскоса (исп. Jorge Lobo Carrascosa; род. 15 августа 1948, Валентин-Альсина, Аргентина) — аргентинский футболист, защитник.

## Клубная карьера
Хорхе Карраскоса начинал свою профессиональную футбольную карьеру в 1967 году в аргентинском клубе «Банфилд». В 1970 году он перебрался в команду «Росарио Сентраль», с которой он выиграл чемпионский титул в 1971 году. В 1973 году Карраскоса перешёл в «Уракан», в составе которого он выиграл чемпионат Метрополитано в том же году.

## Международная карьера
Хорхе Карраскоса попал в состав сборной Аргентины на Чемпионате мира 1974 года. Из 6-и матчей Аргентины на турнире Карраскоса появлялся в 2-х. Он вышел на замену в перерыве между таймами матча второго группового этапа против сборной Бразилии, а также появился в стартовом составе Аргентины во встрече с ГДР.

## Достижения
«Росарио Сентраль»
- Чемпионат Аргентины: Насьональ 1971 (чемпион)

«Уракан»
- Чемпионат Аргентины: Метрополитано 1973 (чемпион)